# Pareumenes laminatus
Pareumenes laminatus är en stekelart som först beskrevs av Joseph Kriechbaumer 1879.  Pareumenes laminatus ingår i släktet Pareumenes och familjen Eumenidae. Utöver nominatformen finns också underarten P. l. palaestinensis.